# Бернау (Бранденбург)
Берна́у (нем. Bernau bei Berlin) — город в Германии, в земле Бранденбург.
Входит в состав района Барним. Население составляет 36 338 человек (на 31 декабря 2010 года). Занимает площадь 103,72 км². Официальный код — 12 0 60 020.
В честь города названа одна из улиц в центре Берлина, по которой проходила Берлинская стена, — Бернауэр-штрассе.
Город подразделяется на 8 городских районов.
| Год  | Население |
| ---- | --------- |
| 2005 | 34 995    |
| 2010 | 36 154    |

## Фотогалерея

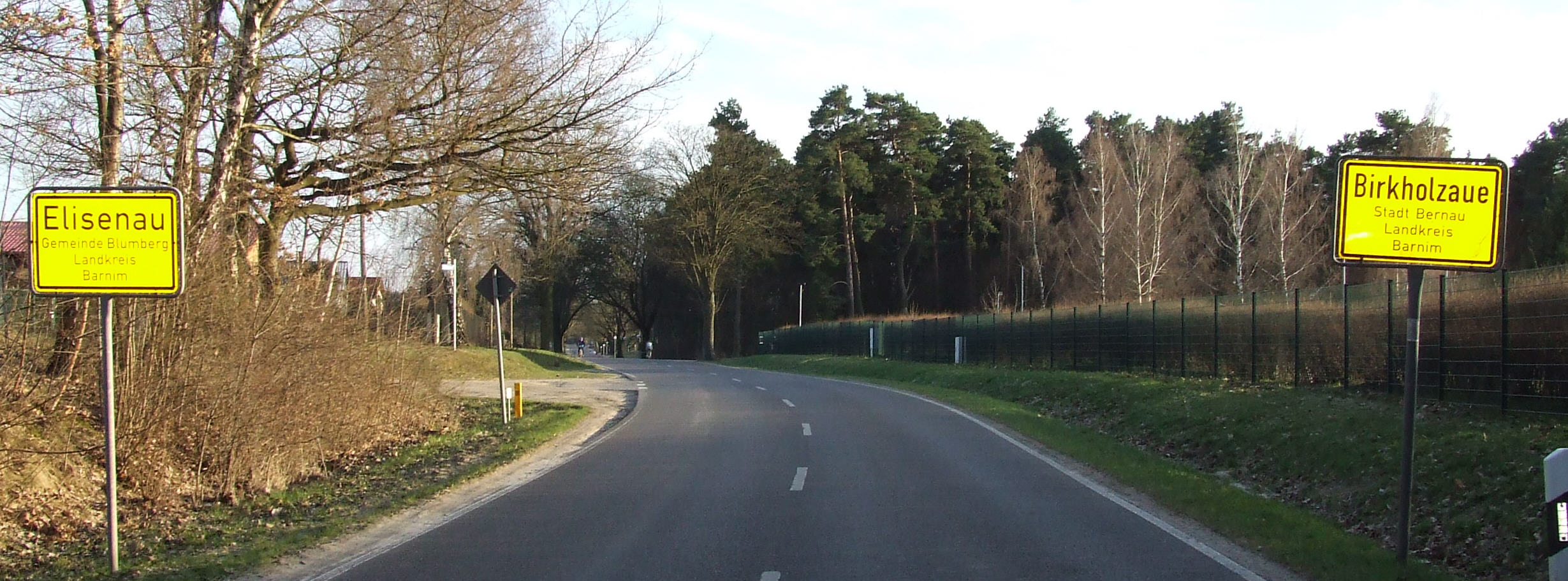
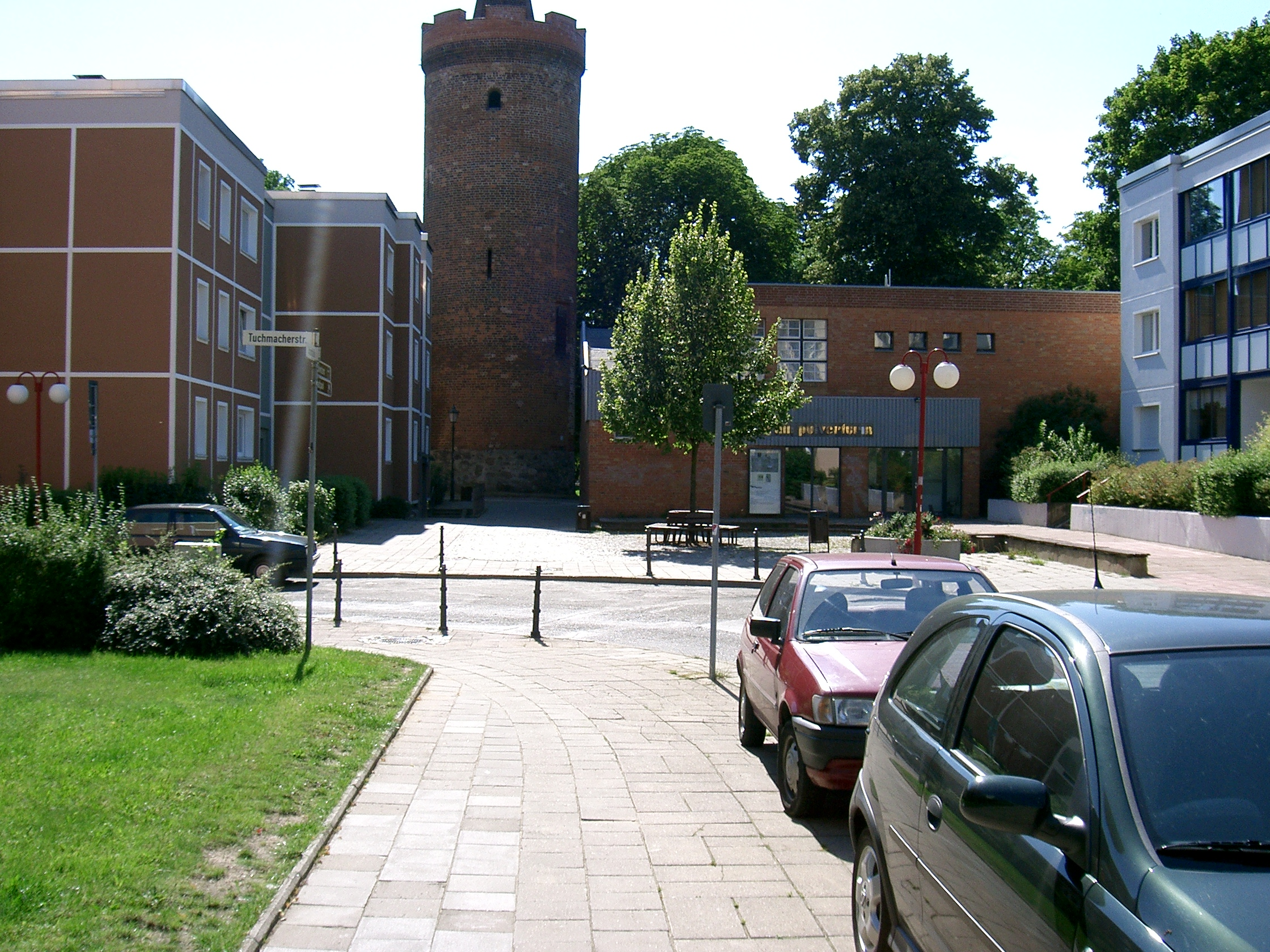
башня "Pulverturm"
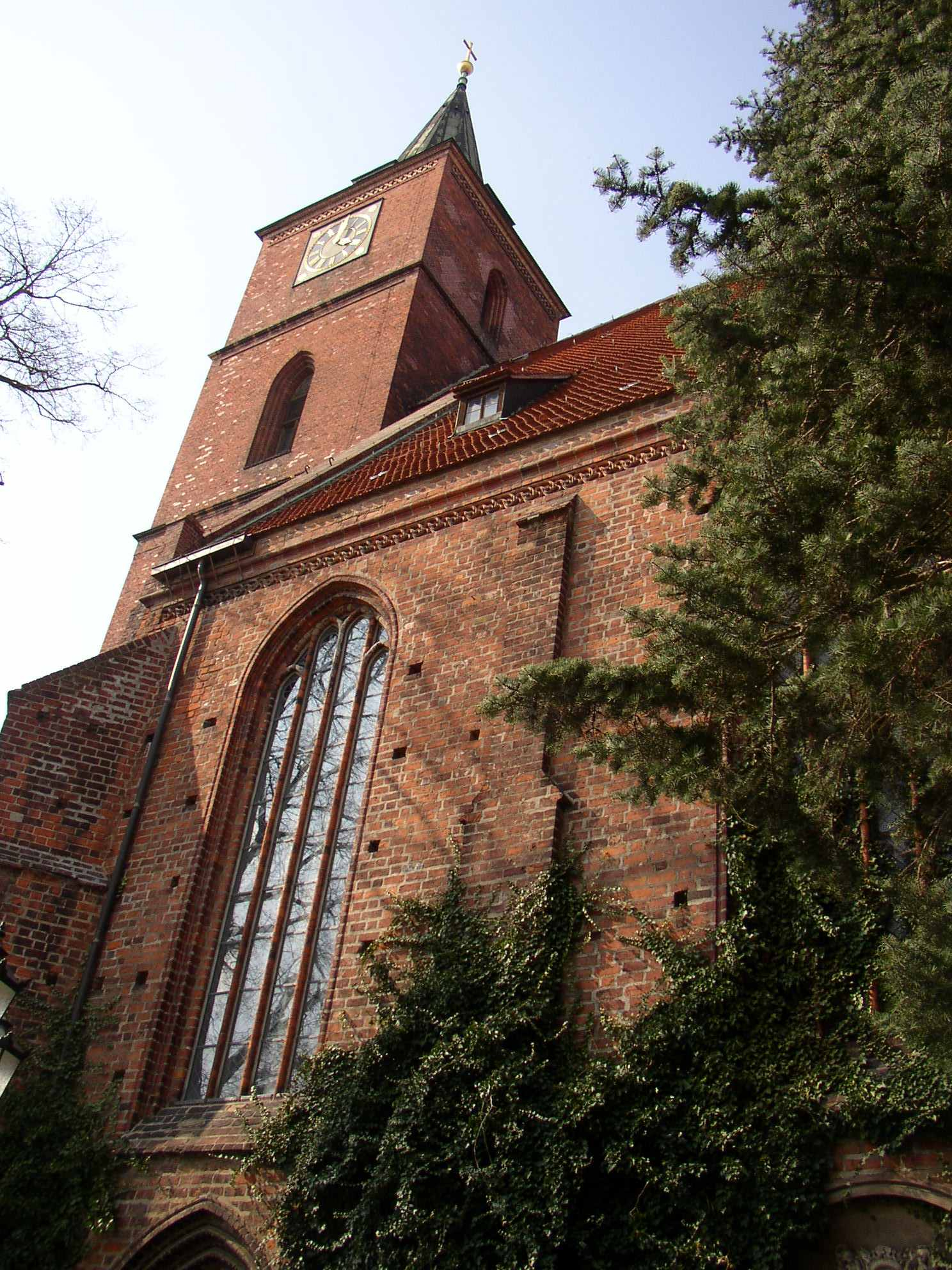
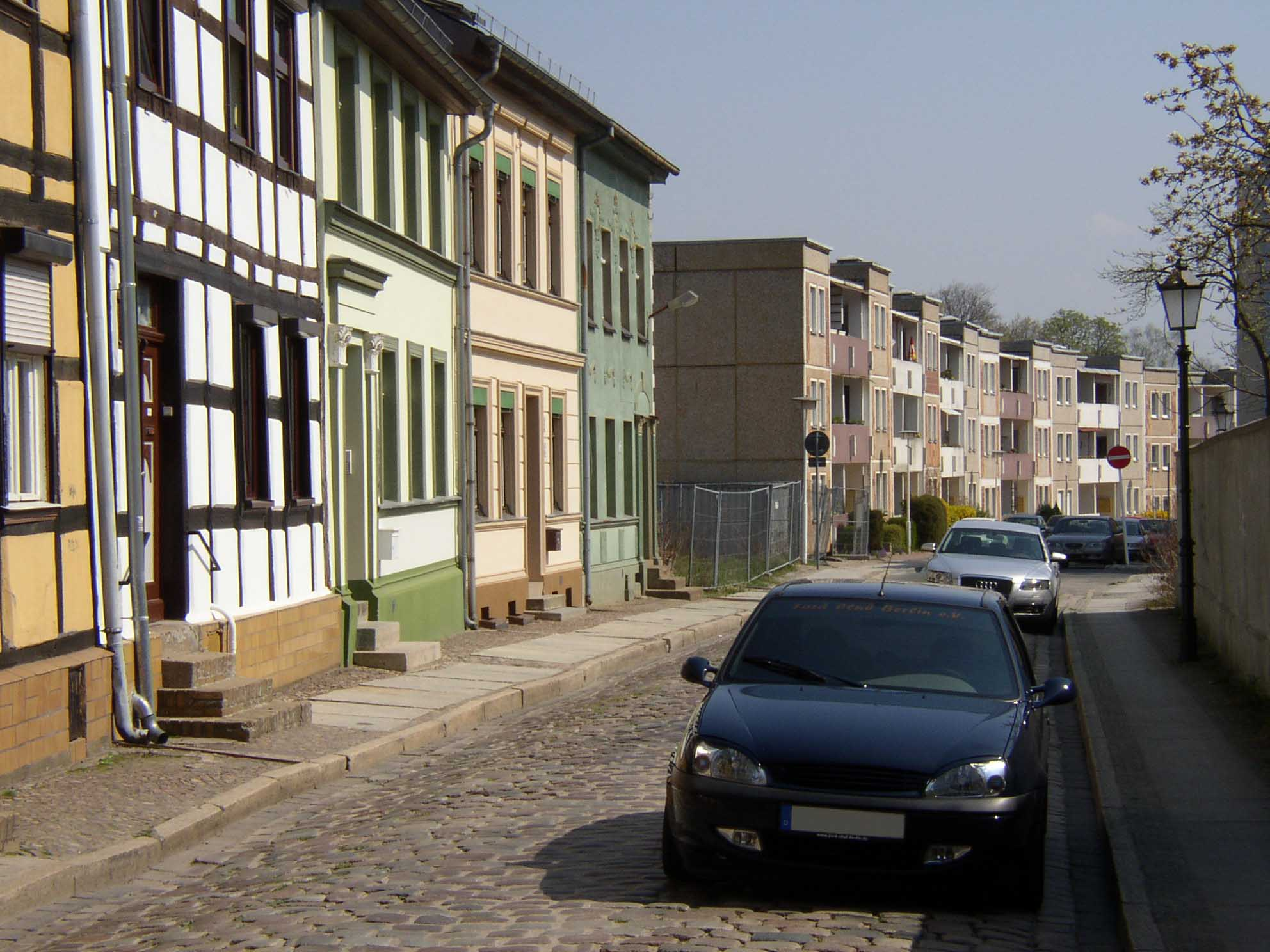
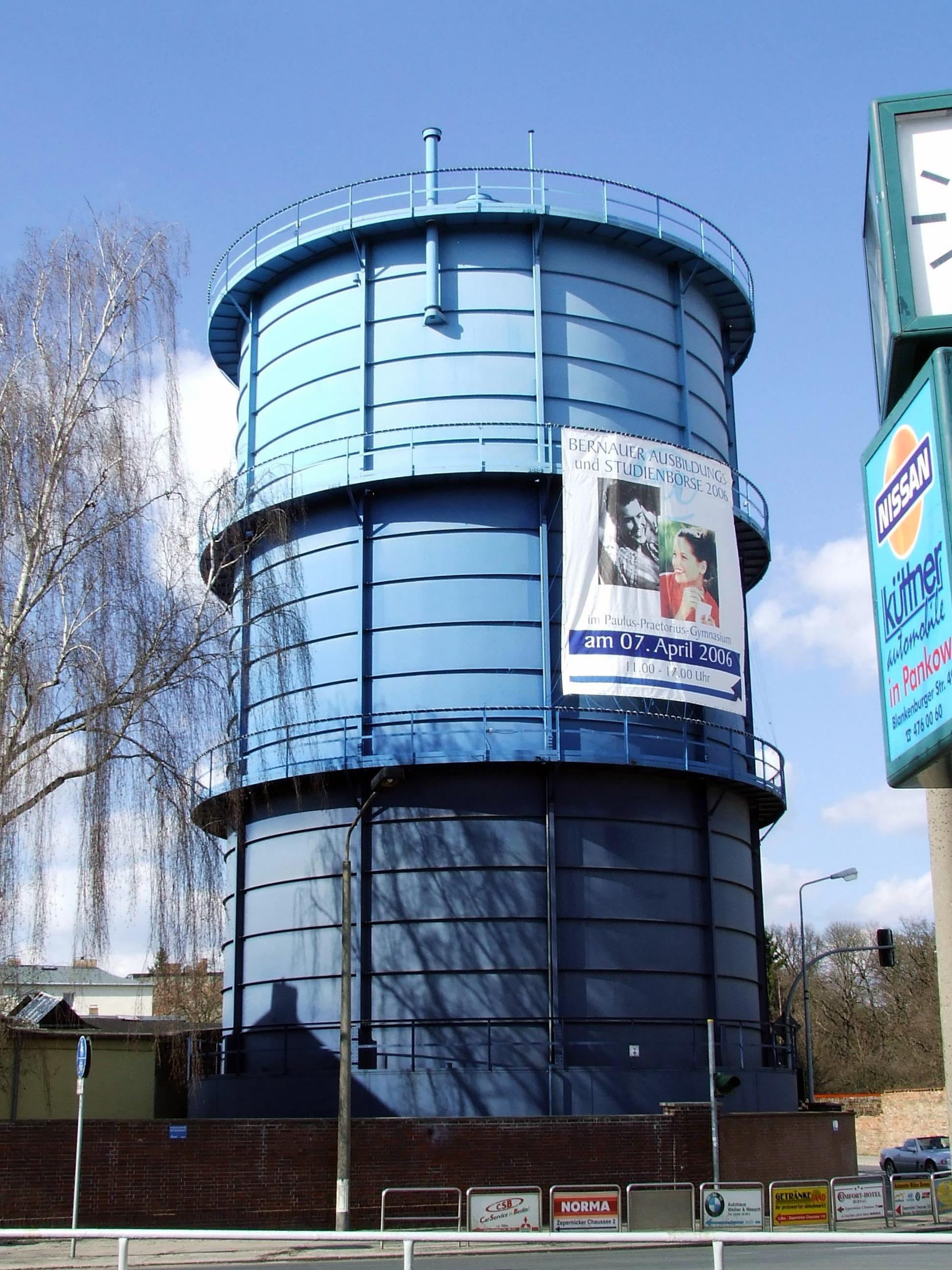
Газгольдер. Технический исторический памятник.
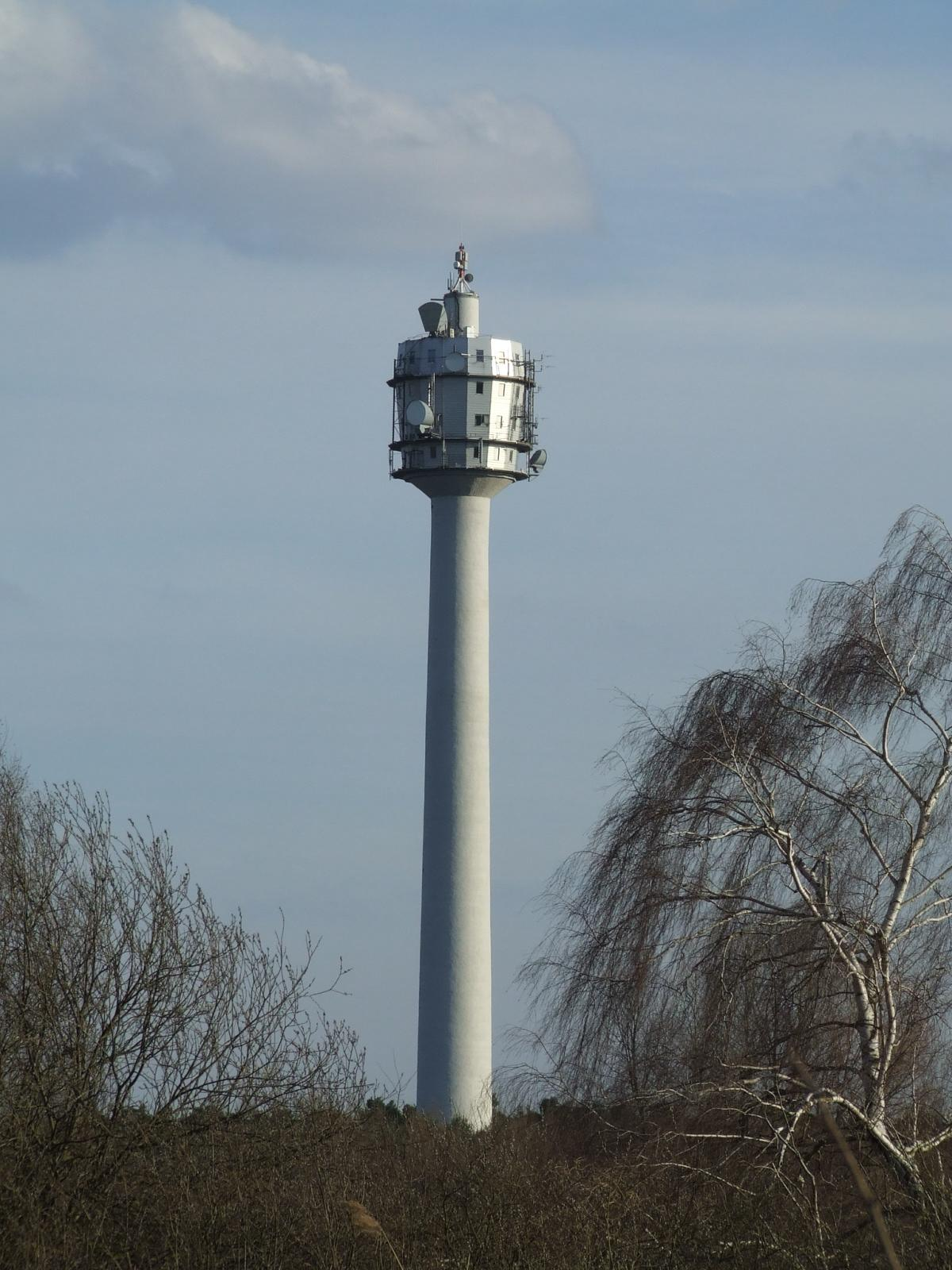
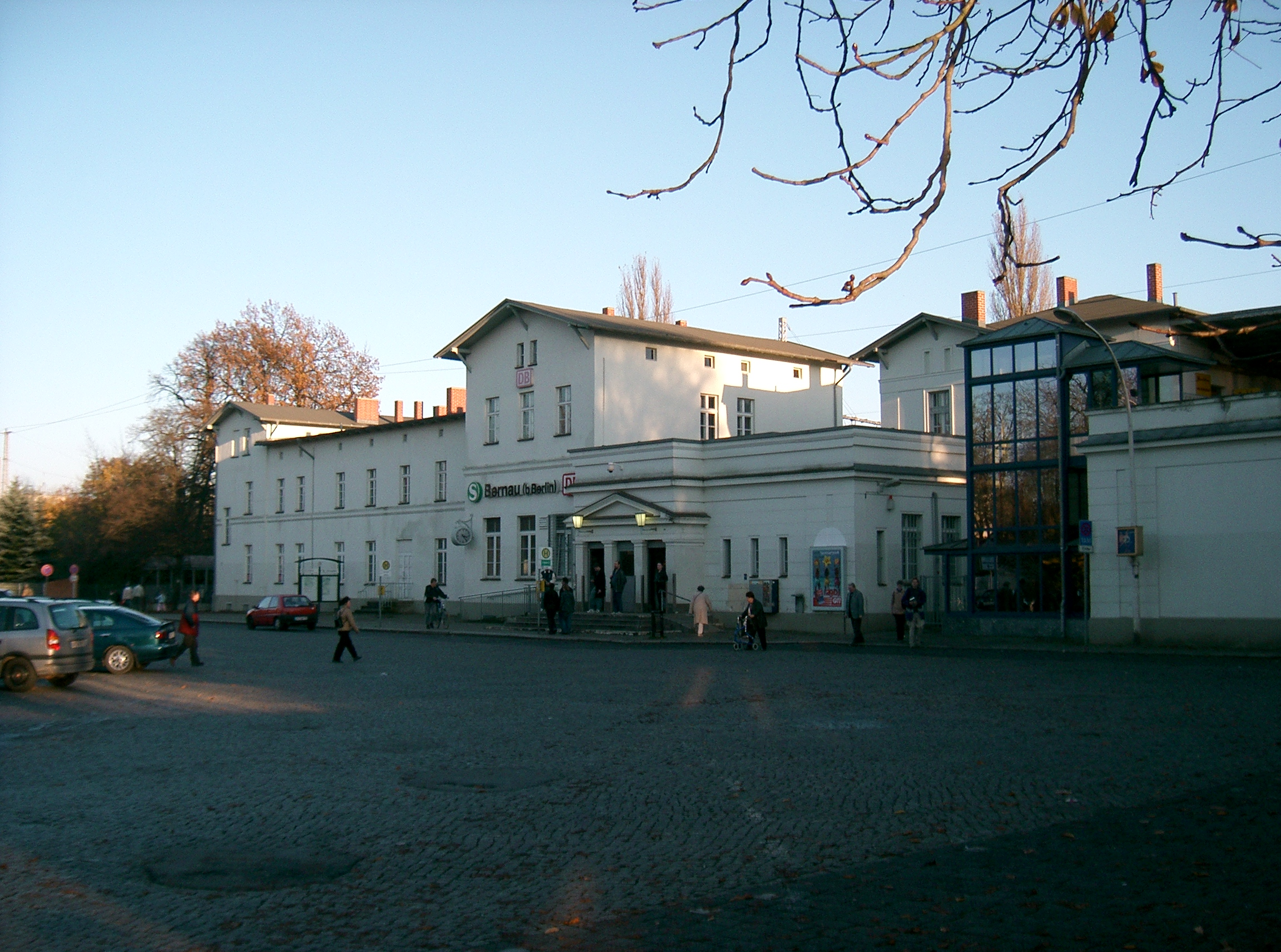
вокзал